# رودلف جي. بايندنك
رودلف جي. بايندنك (بالألمانية: Rudolf G. Binding) (و. 1867 – 1938 م) هو شاعر، وكاتب، وكاتب سيناريو ألماني، ولد في بازل، شارك في الألعاب الأولمبية الصيفية 1928، توفي في شتارنبرغ، عن عمر يناهز 71 عاماً، بسبب سل.

## وصلات خارجية
- رودلف جي. بايندنك على موقع IMDb (الإنجليزية)
- رودلف جي. بايندنك على موقع مونزينجر (الألمانية)
- رودلف جي. بايندنك على موقع ديسكوغز (الإنجليزية)
- رودلف جي. بايندنك على موقع كينوبويسك (الروسية)
- رودلف جي. بايندنك على موقع أوليمبيديا (الإنجليزية)

- رودلف جي. بايندنك في قاعدة بيانات الأفلام على الإنترنت
- رودلف جي. بايندنك  على موقع SportsReference  - سبورتس رفرنس